# 陸軍總裁
陸軍總裁為幕府陸軍之最高職位。

## 概要
文久改革時所進行之西洋式兵制（三兵戰術）的導入、兵賦令（依據旗本的石高農兵而來徵收的資金）的發布等之軍制改革。於是1863年2月6日（文久2年12月18日）蜂須賀齊裕就任陸軍總裁。齊裕也兼任海軍總裁，不久就辭職了。之後也沒再設置連任者。
德川慶喜實施慶應改革恢復了這項正規職。1867年2月2日（慶應2年12月28日）松平乘謨就任陸軍總裁。1868年2月17日（慶應4年1月24日）、戊辰戰爭之際乘謨辭職。胜海舟繼任此職，進行江戶城無血開城。